# Hogar del Productor de Sama
El Hogar del Productor de Sama de Langreo o Casa Sindical, es un edificio civil y cine construido en 1954 para albergar la Organización Sindical Española y Casa del Pueblo en Sama (Langreo, Asturias). Actualmente es la sede de UGT Langreo y se encuentra en el Inventario Cultural del Principado por su antigua actividad cinematográfica.

## Descripción
Se trata de un inmueble levantado en la Plaza de La Salve sobre un pódium al que se accede por escalera. Es un edificio enmarcado en el movimiento moderno con rasgos de la arquitectura montañesa, obra de los Hermanos Somolinos, mismos autores de la Casa de Sindicatos de Oviedo.
El edificio destaca por su composición en volúmenes de diferentes alturas, destacando una torre en el ala izquierda de tres alturas. Las proyecciones comenzaron en 1958. Casimiro Martín Ramos, hermano del secretario comarcal, dotó a su cargo el salón de actos del material necesario para proyectar cine y lo inauguró el 8 de septiembre de ese año.
Desde 1983 es la sede del sindicato UGT comarcal, cesando la actividad cinematográfica en 1986. En su lugar se encuentra el Gimnasio de la Agrupación Cultural y Deportiva Belarmino y Purificación Tomás